# Kranichsteiner Wald mit Hegbachaue, Mörsbacher Grund und Silzwiesen

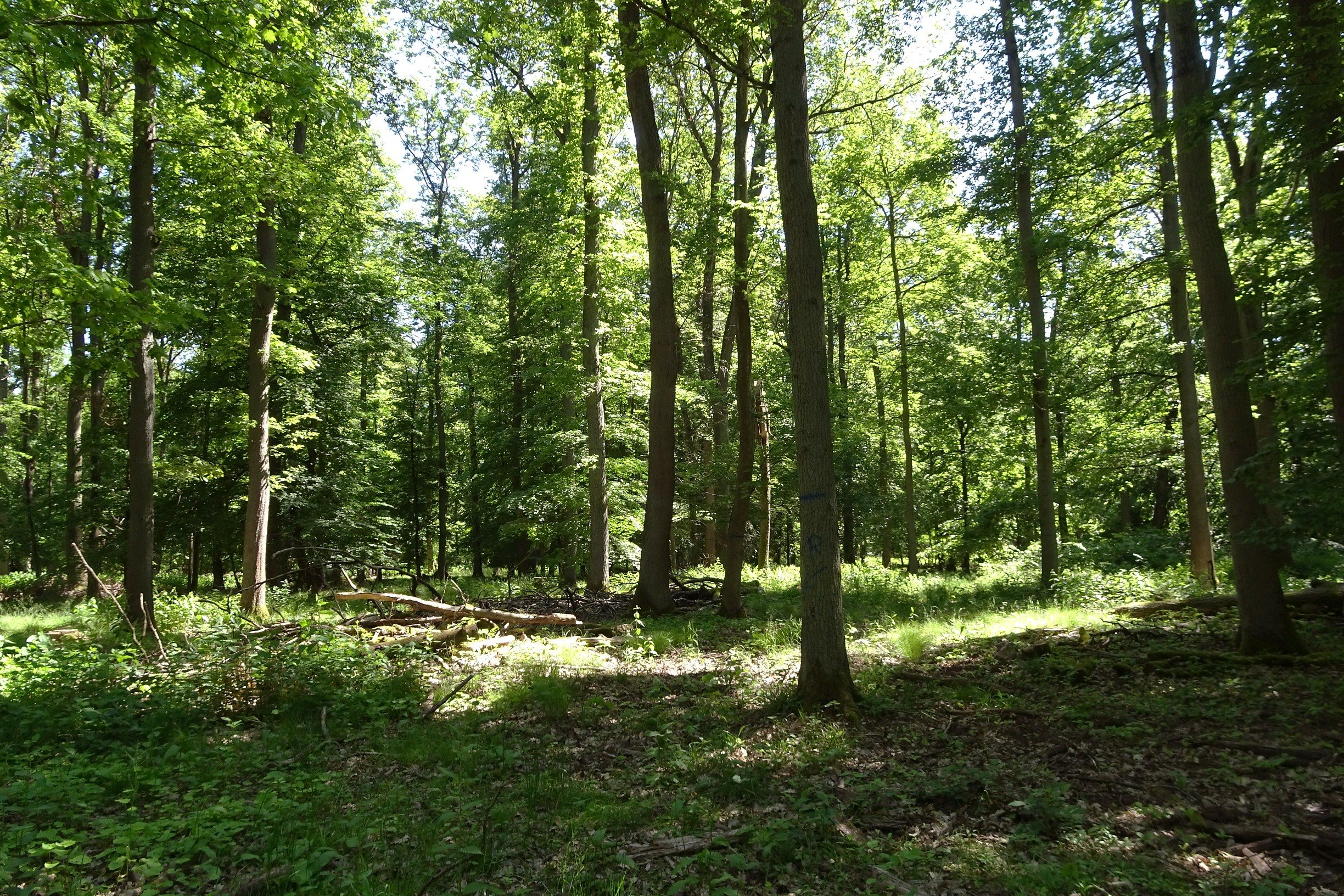
Wald am Unteren Stockschlagweg nördlich der Silzwiesen (2021)

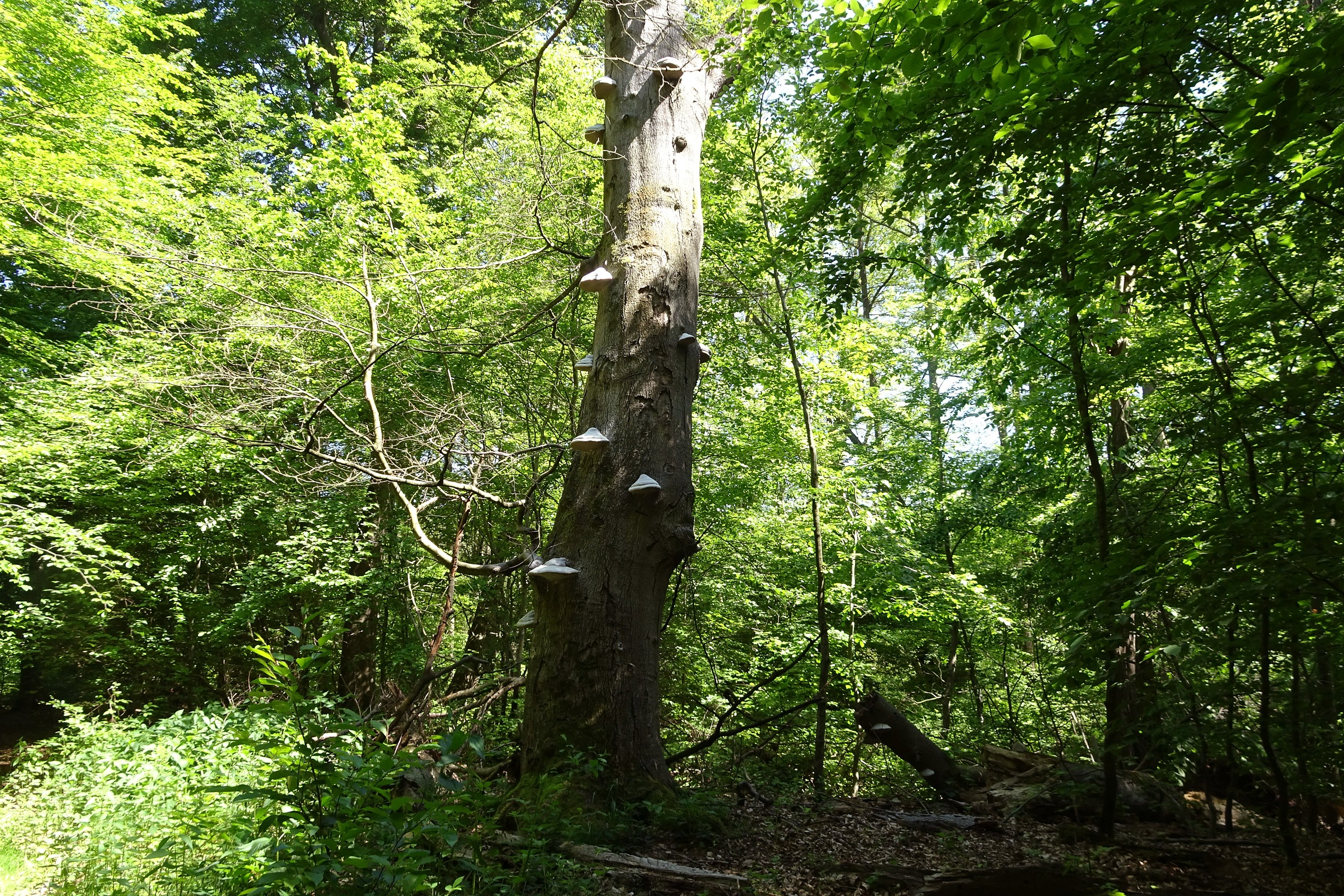
Stehendes Totholz mit Baumpilzen im Mörsbacher Grund (2021)

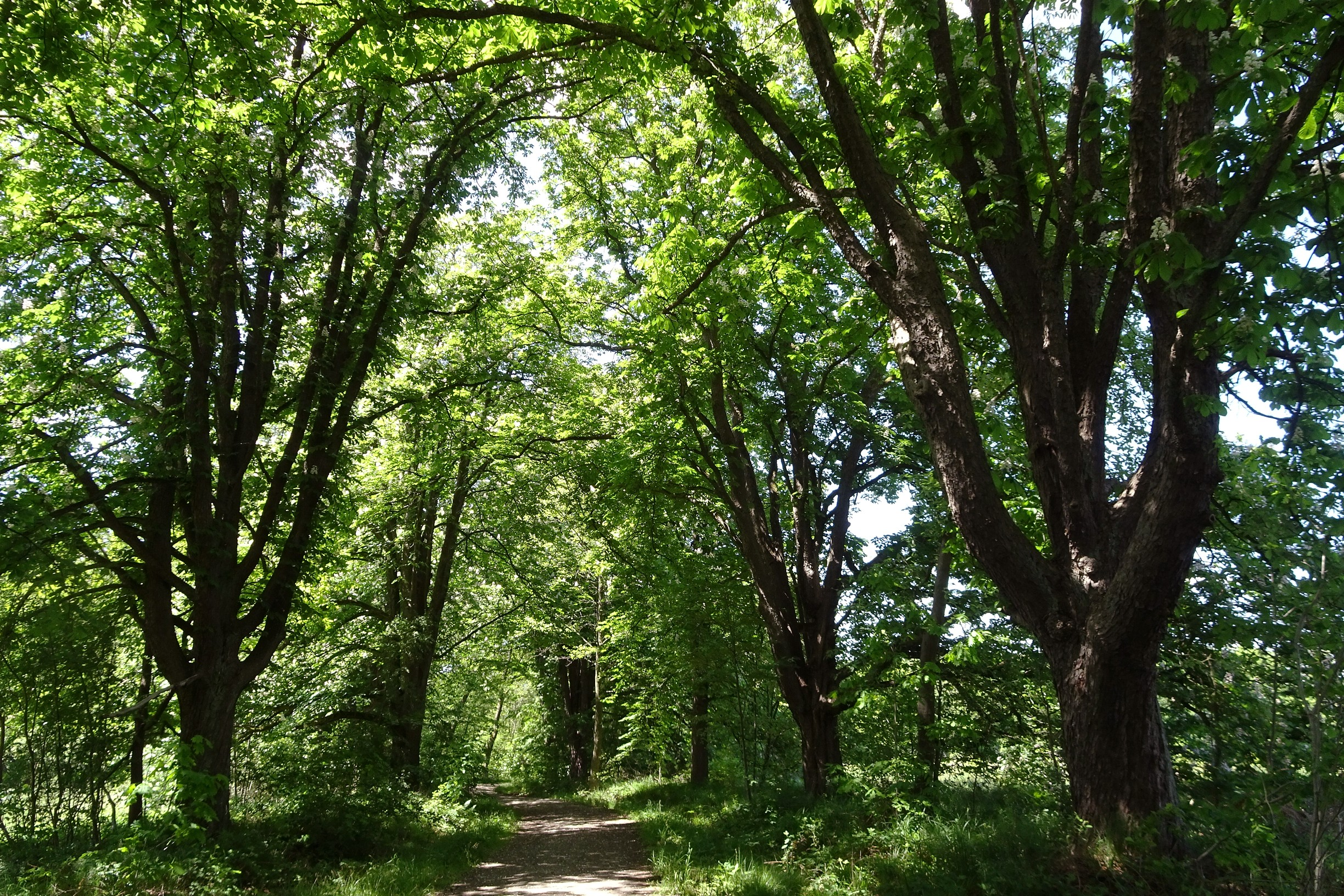
Rosskastanien-Allee nordwestlich vom Messeler Falltorhaus (2021)

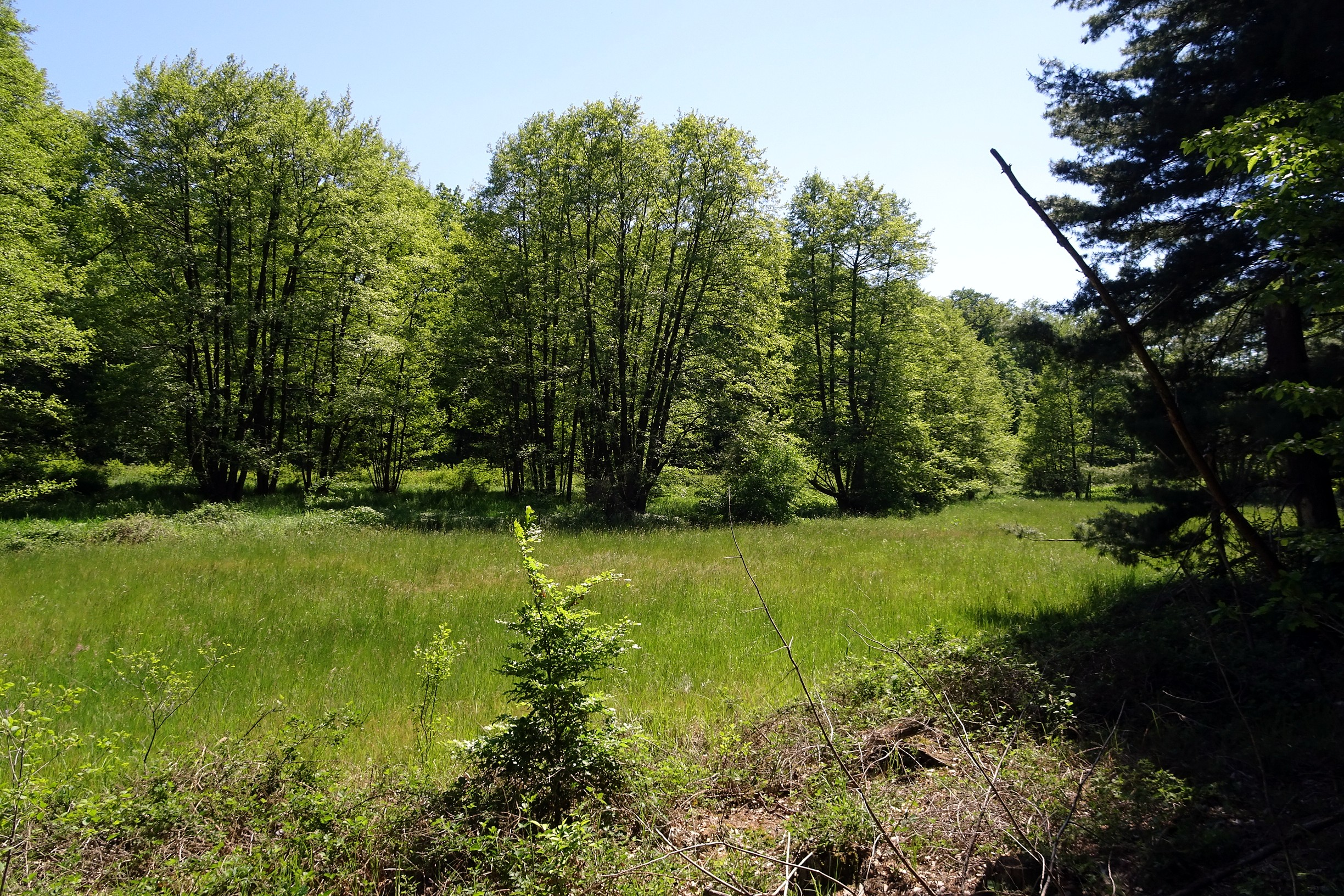
Wiese und Auwald am Hahnwiesenbach (2021)

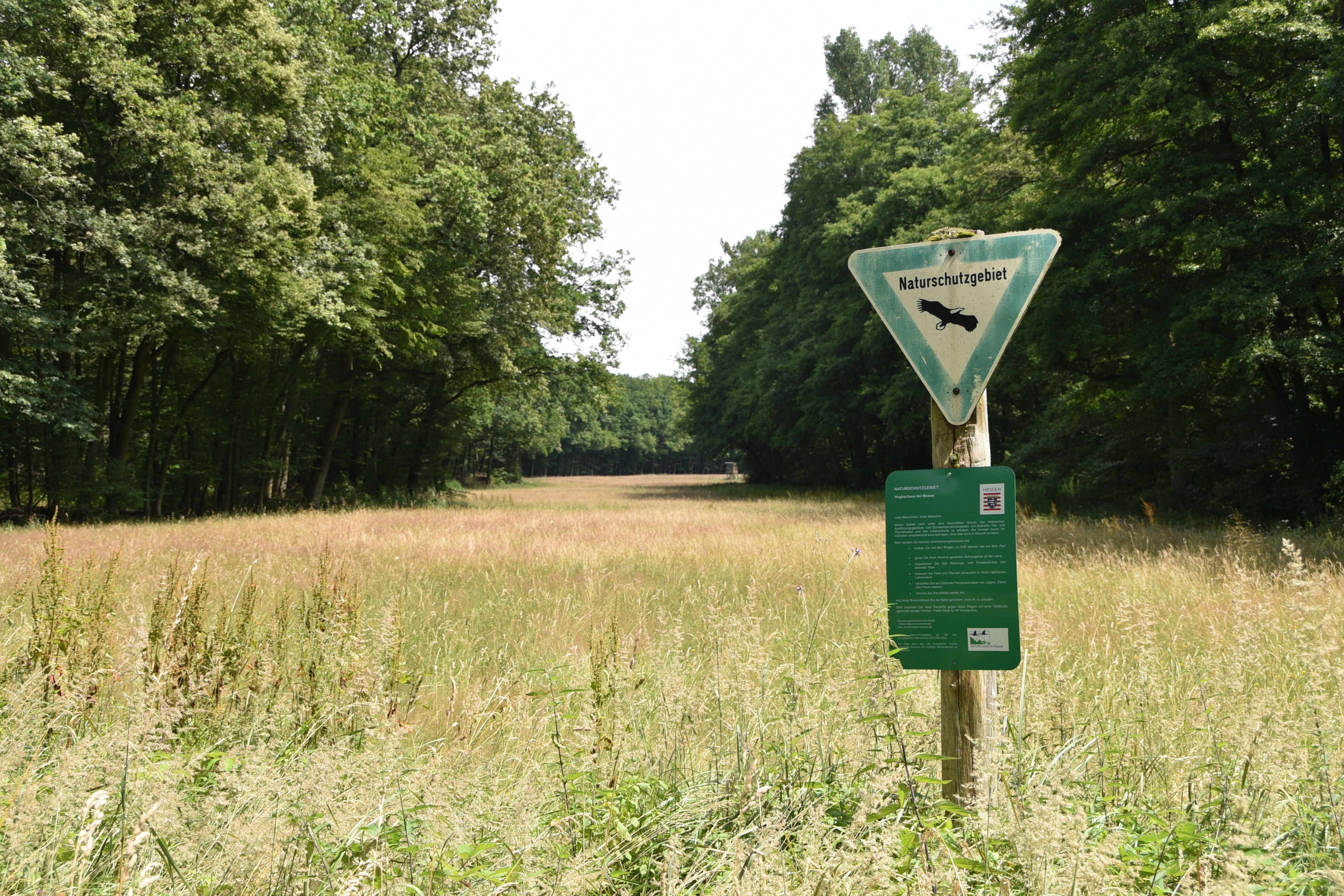
Hegbachaue bei Messel (2016)

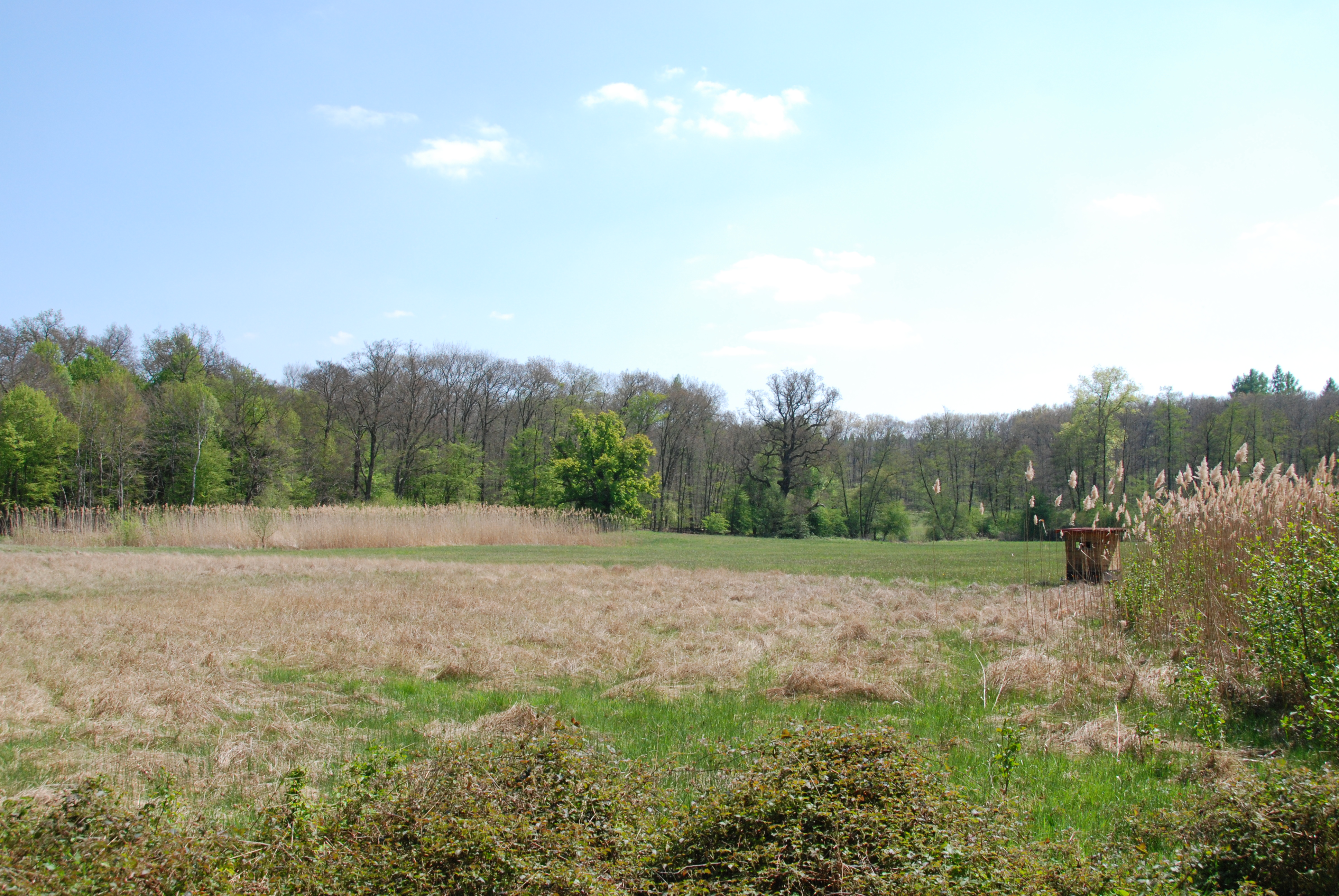
Silzwiesen von Darmstadt-Arheilgen (2017)

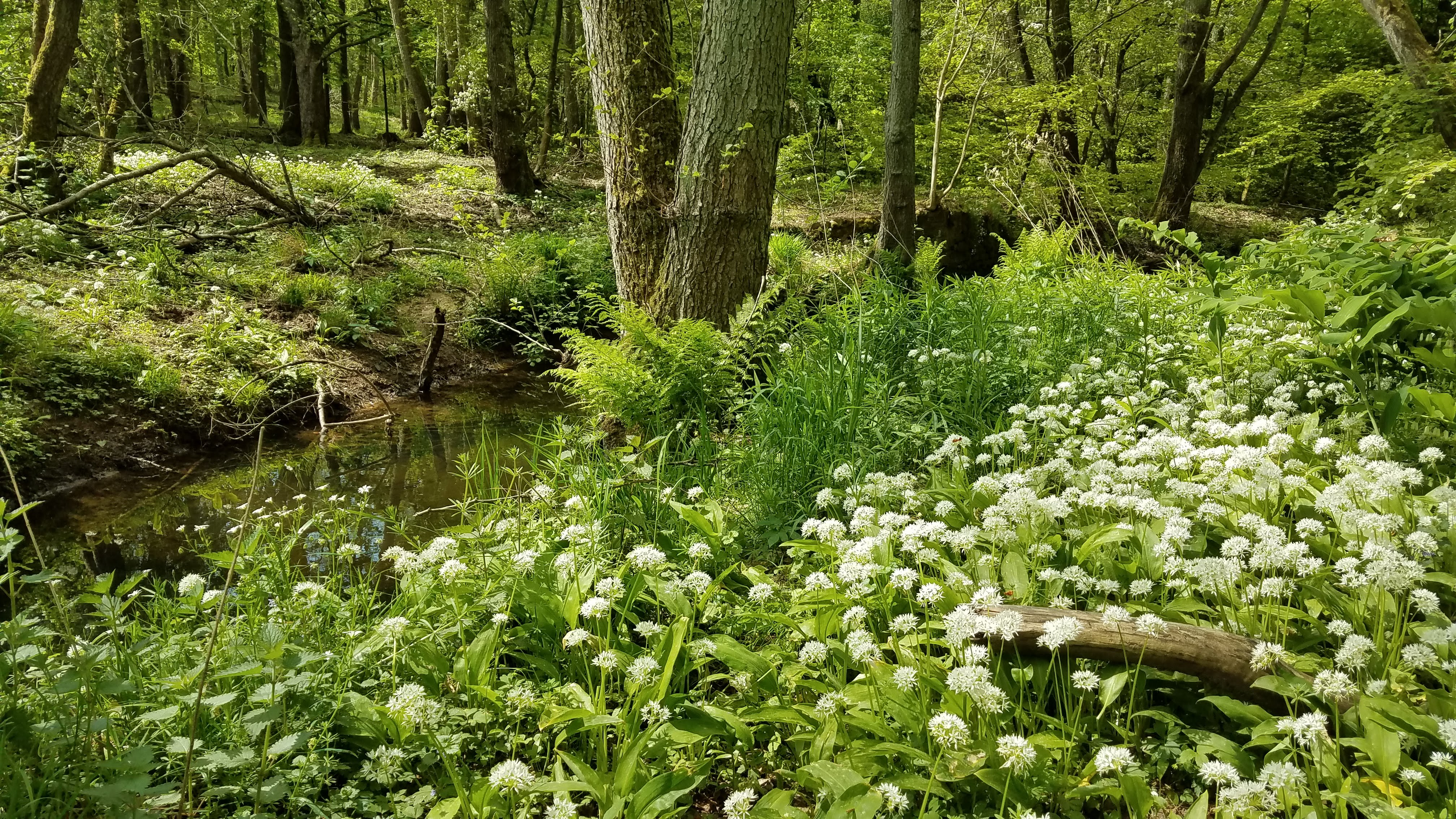
Bärlauch an der Silz (2020)

Das Natura2000-Gebiet Kranichsteiner Wald mit Hegbachaue, Mörsbacher Grund und Silzwiesen liegt im Gebiet von Darmstadt sowie in den Landkreisen Darmstadt-Dieburg und Offenbach in Südhessen. Die Ausweisung als FFH-Gebiet 6018-305 erfolgte mit der Verordnung vom 16. Januar 2008 (geändert am 20. Oktober 2016). Geschützt werden Waldgebiete mit einem hohen Anteil naturnaher Hainsimsen-Buchenwälder, die von mehreren Bachläufen mit verschiedenen Grünlandgesellschaften durchzogen werden.

## Lage
Das FFH-Gebiet liegt im Naturraum Messeler Hügelland. Es befindet sich größtenteils im Gebiet der Stadt Darmstadt (Gemarkungen Darmstadt-Arheilgen und Darmstadt), kleinere Flächen gehören zu den Städten Dreieich (Gemarkung Offenthal) und Langen sowie den Gemeinden Egelsbach und Messel. Von der Landesstraße 3094 zwischen Darmstadt und Dieburg erstreckt es sich etwa sieben Kilometer nach Norden bis zur Offenthaler Schneise im Waldgebiet Koberstadt. Dabei schließt es die Naturschutzgebiete „Hegbachaue bei Messel“, „Im Mörsbacher Grund von Darmstadt-Arheilgen“ und „Silzwiesen von Darmstadt-Arheilgen“ ein. Das Schutzgebiet wird von der Landesstraße 3097 (Kranichsteiner Allee) und der Bahnstrecke der Rhein-Main-Bahn nach Messel und Dieburg durchschnitten. Die Gesamtfläche des FFH-Gebietes beträgt 2129,77 Hektar.

## Geschichte und Beschreibung
Das ausgedehnte Waldgebiet wurde von den Landgrafen und den späteren Großherzögen von Hessen-Darmstadt für die Jagd genutzt und dafür mit zahlreichen Schneisen durchzogen. Dicht außerhalb der Gebietsgrenze liegen das Jagdschloss Kranichstein und das ehemalige Jagdschloss Dianaburg. Die südlichen Teilflächen des FFH-Gebietes bis zur Kranichsteiner Allee und zur Bahnstrecke gehören zum Wildpark Kranichstein, einem ehemals jagdlich genutzten Tiergarten, der heute ein umzäuntes Wildschutzgebiet ist.
Das FFH-Gebiet ist überwiegend mit Laubwald (74 %) und Mischwald (3 %) bewachsen. In den Wäldern dominiert naturnaher Hainsimsen-Buchenwald. In geringerem Umfang gibt es Eichen-Hainbuchen-Wälder, kleinere Flächen von Waldmeister-Buchenwald, und in feuchten Bereichen entlang der Bäche auch Auwald. In den Bachauen und eingestreuten Waldwiesen finden sich Feuchtwiesen, nährstoffarme Mähwiesen und andere Grünlandgesellschaften, außerdem einige kleine Teiche.

## Flora und Fauna
Das Gebiet ist Lebensraum für zahlreiche seltene und bedrohte Arten. In den Feuchtgebieten wachsen verschiedene gefährdete Seggen-Arten und Orchideen wie Fleischfarbenes Knabenkraut, Geflecktes Knabenkraut, Breitblättriges Knabenkraut und Sumpf-Stendelwurz. Außerdem kommen Prachtnelke, Kleines Mädesüß, Breitblättriges Wollgras und Lungen-Enzian vor.
Als Vogelarten der Roten Liste werden unter anderem Sumpfrohrsänger, Teichrohrsänger, Bekassine, Waldschnepfe, Wiesenpieper, Braun- und Schwarzkehlchen, Wasseramsel, Hohltaube, Trauerschnäpper, Mittelspecht, Kleinspecht, Schwarzspecht und Baumfalke genannt. In der Nacht jagen Bechsteinfledermaus, Großes Mausohr, Wasserfledermaus, Fransenfledermaus, Zwergfledermaus, Braunes Langohr und Großer Abendsegler nach Insekten. In den feuchteren Bereichen leben Nördlicher Kammmolch, Europäischer Laubfrosch, Moorfrosch, Springfrosch, Teichfrosch, Grasfrosch sowie die Ringelnatter. Im Gebiet sind viele gefährdete Insektenarten heimisch, beispielsweise die Käfer Großer Eichenbock, Eremit, Hirschkäfer und Veilchenblauer Wurzelhalsschnellkäfer. Auch Schmetterlinge sind artenreich vertreten, unter anderem Dunkler Wiesenknopf-Ameisenbläuling und Kleiner und  Großer Schillerfalter.

## Erhaltungs- und Schutzziele
In dem FFH-Gebiet sollen folgende Lebensraumtypen erhalten werden:
- 3140 Oligo- bis mesotrophe kalkhaltige Gewässer mit benthischer Vegetation aus Armleuchteralgen
- 3150 Natürliche eutrophe Seen mit einer Vegetation des Magnopotamions oder Hydrocharitions
- 6230(*) Artenreiche montane Borstgrasrasen (und submontan auf dem europäischen Festland) auf Silikatböden
- 6410 Pfeifengraswiesen auf kalkreichem Boden, torfigen und tonig-schluffigen Böden (Molinion caeruleae)
- 6431 Feuchte Hochstaudenfluren der planaren und montanen bis alpinen Stufe
- 6510 Magere Flachland-Mähwiesen (Alopecurus pratensis, Sanguisorba officinalis)
- 7230 Kalkreiche Niedermoore
- 9110 Hainsimsen-Buchenwald (Luzulo-Fagetum)
- 9130 Waldmeister-Buchenwald (Galio-odorati-Fagetum, früher Asperulo-Fagetum)
- 9160 Subatlantischer oder mitteleuropäischer Stieleichenwald oder Eichen-Hainbuchenwald (Carpinion betuli)
- 91E0(*) Auenwälder mit Alnus glutinosa und Fraxinus excelsior (Alno-Padion, Alnion incanae, Salicion albae)

Als Erhaltungsziele der Arten nach Anhang II der FFH-Richtlinie werden folgende Tiere und Pflanzen genannt:
- Myotis bechsteinii (Bechsteinfledermaus)
- Myotis myotis (Großes Mausohr)
- Triturus cristatus (Kammmolch)
- Cerambyx cerdo (Großer Eichenbock, Heldbock)
- Lucanus cervus (Hirschkäfer)
- Osmoderma eremita (*) (Eremit, Juchtenkäfer)
- Maculinea nausithous (Dunkler Wiesenknopf-Ameisenbläuling)
- Dicranum viride (Grünes Besenmoos)

## Pflege und Bewirtschaftung
Ein Bewirtschaftungsplan regelt die nötigen Bewirtschaftungsweisen und Pflegemaßnahmen. Da der Maßnahmenplan sensible Artdaten enthält, ist er nicht öffentlich zugänglich.